# Site à chiroptères des Monts du Matin
Site à chiroptères des Monts du Matin este o arie protejată (sit de importanță comunitară — SCI) din Franța întinsă pe o suprafață de 315 ha, integral pe uscat.

## Localizare
Centrul sitului Site à chiroptères des Monts du Matin este situat la coordonatele 45°52′39″N 4°15′36″E / 45.8775°N 4.26°E.

## Înființare
Situl Site à chiroptères des Monts du Matin a fost declarat arie specială de conservare în baza directivei 92/43 din 1992 referitoare la conservarea habitatelor naturale și a faunei și florei sălbatice pentru a proteja 2 specii de animale.

## Biodiversitate
Situată în ecoregiunea continentală, aria protejată conține 3 habitate naturale: Liziere de ierburi înalte hidrofile de câmpie și de nivel montan până la alpin, Păduri aluvionare cu Alnus glutinosa și Fraxinus excelsior (Alno-Padion, Alnion incanae, Salicion albae), Lacuri eutrofice naturale cu vegetație de tip Magnopotamion sau Hydrocharition.
La baza desemnării sitului se află mai multe specii protejate de  mamifere (2): liliac cârn (Barbastella barbastellus), liliac comun (Myotis myotis).
Pe lângă speciile protejate, pe teritoriul sitului au mai fost identificate 4 specii de mamifere.